# CDJ (musica)

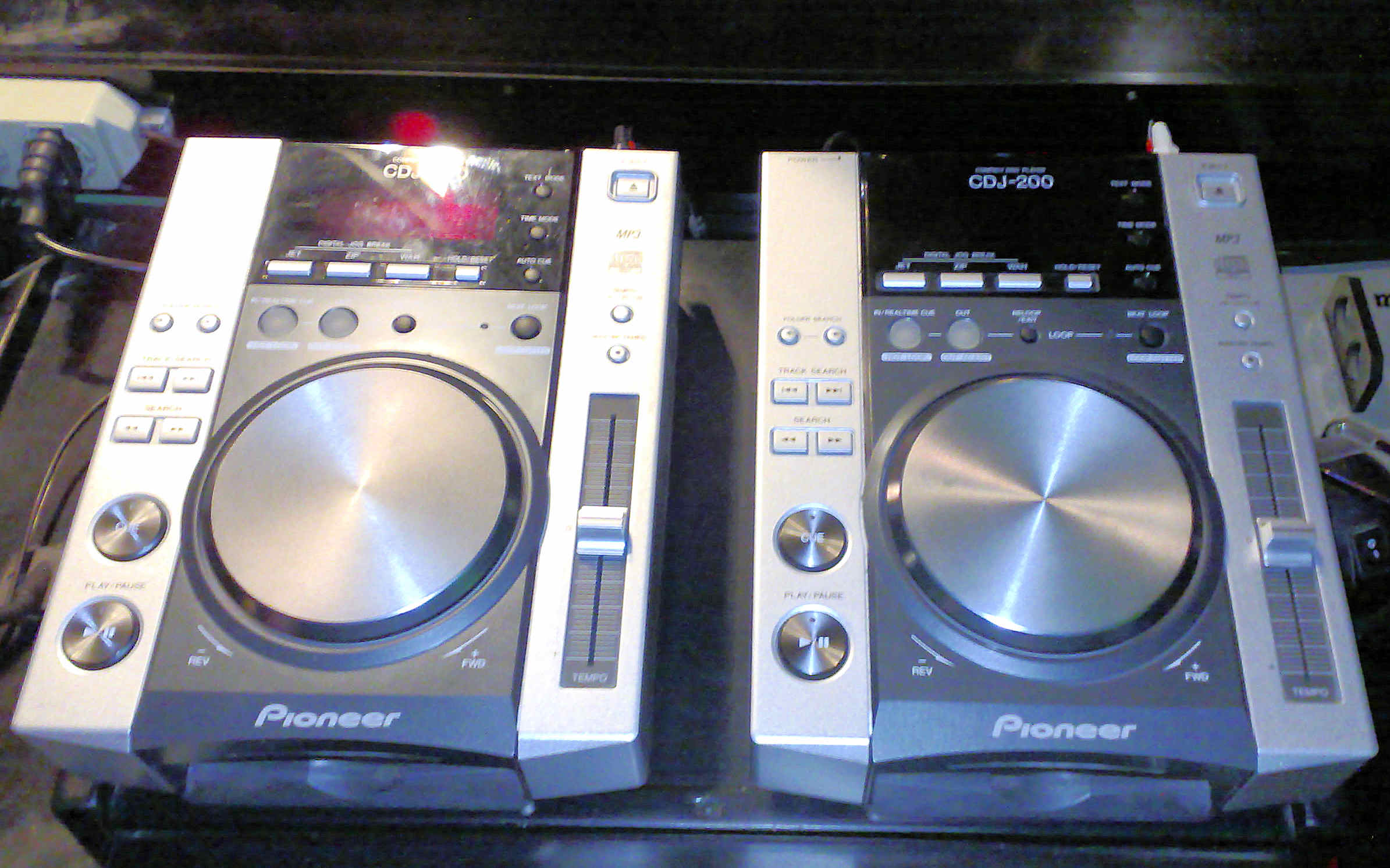
Due Pioneer CDJ-200 (senza controllo diretto)

Il CDJ (contrazione di CD ovvero compact disc e DJ ovvero disc jockey) è un riproduttore di CD audio, e negli ultimi modelli anche di supporti USB, progettato per andare incontro al lavoro del disc jockey. Il CDJ si propone come una rivisitazione in chiave moderna del giradischi, permettendo al dj di interfacciarsi fisicamente su tracce audio digitali.

## Funzioni

### Pitch control
Il pitch control (come sui giradischi da DJ) regola la velocità di riproduzione del brano musicale. Andando ad agire su di esso, il dj esegue la messa a tempo del brano che si vuole inserire mixandolo con quello attualmente in esecuzione.

### Jog wheel
La jog wheel permette di intervenire sulla velocità di riproduzione, ruotandola in senso orario per aumentarne temporaneamente la velocità e in senso antiorario per diminuirla temporaneamente. È stata creata perché, mentre sui giradischi si può toccare con mano il disco o il piatto per velocizzare o rallentare il disco (prima di muovere il pitch control), non si può per evidenti motivi fare la stessa cosa con i CD. La jog wheel permette di avere un controllo più immediato sulla velocità di riproduzione rispetto a quanto si possa fare con il pitch control e compiere piccoli aggiustamenti istantanei nella velocità del brano. Nei CDJ denominati digital turntable (vedi sotto) è possibile, sempre tramite la jog wheel, avere un controllo diretto sul CD proprio come avviene con un piatto analogico tradizionale. Si può fermare il brano o effettuare lo scratch in tempo reale con risultati variabili (in qualità di resa sonora) più o meno validi a seconda della qualità del processore di segnale (DSP) integrato nel CDJ. In alcuni lettori CDJ è presente anche un DSP che permette l'applicazione di effetti in tempo reale al brano in esecuzione ed in questo caso la Jog Wheel serve anche per applicare gli effetti: selezionato l'effetto si può ruotare la Jog Wheel in senso orario o antiorario, più o meno veloce, per dosare l'ampiezza dell'effetto e la sua caratteristica. Tra gli effetti che possono essere gestiti con la Jog Wheel si citano: Jet (tipico effetto di sovrapposizione della stessa traccia più volte con un leggero ritardo che dà la sensazione audio di un aereo jet che decolla), Flanger e Phaser (simili al Jet ma più sofisticati), Phase (alternanza di taglio di frequenze), Zip (accelera o rallenta il brano fino a fermarlo), Wah (taglio ed elimino le frequenze alte per dare un effetto di rimbombo oppure le frequenze basse per dare l'effetto di musica che esce da una radio anni 50).
Ad esempio, se i due brani da mixare sono già sincronizzati, ma uno dei due sta finendo fuori tempo perché troppo veloce rispetto all'altro, si può dare una porzione di giro di jog weel in senso antiorario per abbassare istantaneamente la velocità e riportare i brani a tempo; a quel punto, si abbassa anche di 0.05 o 0.1 (la risoluzione dipende dal modello) il pitch control in modo da mantenere nel tempo quella velocità, mentre nel caso opposto in cui il brano fosse leggermente più lento, sarebbe necessario velocizzarlo istantaneamente, ruotando in senso orario la suddetta jog weel.
La jog wheel può anche avere altre funzioni, come quella di dosare la quantità di effetti applicati oppure quella di emulare un vero e proprio disco in vinile quando viene usato l'effetto di scratch del CD.
Un'altra funzione è quella di regolare il punto di CUE, cioè il frame (nei lettori CD per DJ, un secondo non è diviso in decimi, centesimi o unità più piccole, ma in 74 frame, per mantenere la compatibilità con gli apparati video e sincronizzarli di conseguenza) dal quale si vuol far partire il pezzo. Solitamente il CUE viene impostato sul primo frame del primo colpo di cassa, è da qui che viene fatto il lancio del brano: generalmente si aspetta il primo colpo di un 4/4 in modo da far andare i due pezzi a tempo sul 4/4 appunto, e far risultare i due brani in esecuzione mixata più piacevole e quindi corretta.

### Master tempo
Il master tempo permette, tramite la processazione del suono, di non modificare la tonalità del brano al cambiare dei BPM (battute per minuto). Rallentando la registrazione di una voce otterremo un tono più basso, e al contrario aumentandola si avrà una tonalità più alta, questo renderebbe percettibile a tutti il cambio di velocità necessario alla messa a tempo. Con questo sistema, invece, anche grosse variazioni di velocità non sono quasi percepibili in quanto il tono del brano non varia.

### Indicatore dicountdown
L'indicatore di conto alla rovescia permette al DJ di vedere quanto tempo manca alla fine del brano e sapere quindi quanto tempo si ha a disposizione per il mixaggio.

### CUE
Il tasto CUE permette di avviare (fino al rilascio) la riproduzione della traccia e, se necessario, di andare ad intervenire sull'esatto punto di inizio della traccia, processo fondamentale per una buona messa a tempo. Al rilascio la riproduzione ritorna al punto iniziale, ovvero, il punto di cue.

#### Play
Il tasto di play permette di avviare la riproduzione della traccia. A differenza del tasto CUE, al rilascio la traccia continua normalmente la propria riproduzione.

### BPM counter
Un'utile informazione per il DJ è data dalla lettura sul display del CDJ della velocità del brano in esecuzione in termini di battiti per minuto. Ogni brano ha una sua caratteristica velocità (BPM) che dipende anche dal genere di musica a cui si riferisce (esempio: musica house da 124 a 130 bpm, Techno da 128 a 145 bpm, R&B da 90 a 110 bpm, ecc.). In questo modo il DJ può avere agevolmente sotto controllo tale parametro mentre tramite il pitch control (vedi sopra) aumenta o diminuisce la velocità del brano da mixare mettendolo così a tempo con l'altro.

### Loop
La funzione di loop consente di riprodurre ripetutamente determinati punti della canzone. Ad esempio se si vuole far ripetere un punto di una canzone, si sceglie il punto di loop iniziale (in) e quello finale (out). Così facendo il lettore farà ripetere sempre quel pezzo della canzone fino a quando non si deciderà di continuare normalmente.

### Effetti
Alcuni CDJ hanno una sezione dedicata agli effetti, il più comune è il flanger, ma ogni casa produttrice gli attribuisce un nome arbitrario, poi c'è il riverbero, il reverse e il filter. Alcuni lettori sono in grado di avere fino a 9 effetti mentre altri ne predispongono solamente 3, ad esempio nei Pioneer CDJ-400 vi sono 6 effetti, 3 normali e 3 scratch. I modelli di ultima generazione non presentano effetti incorporati, in quanto è molto più comodo e funzionale andare ad agire sul mixer per "effettare" i brani riprodotti dai CDJ.

## Tipologia

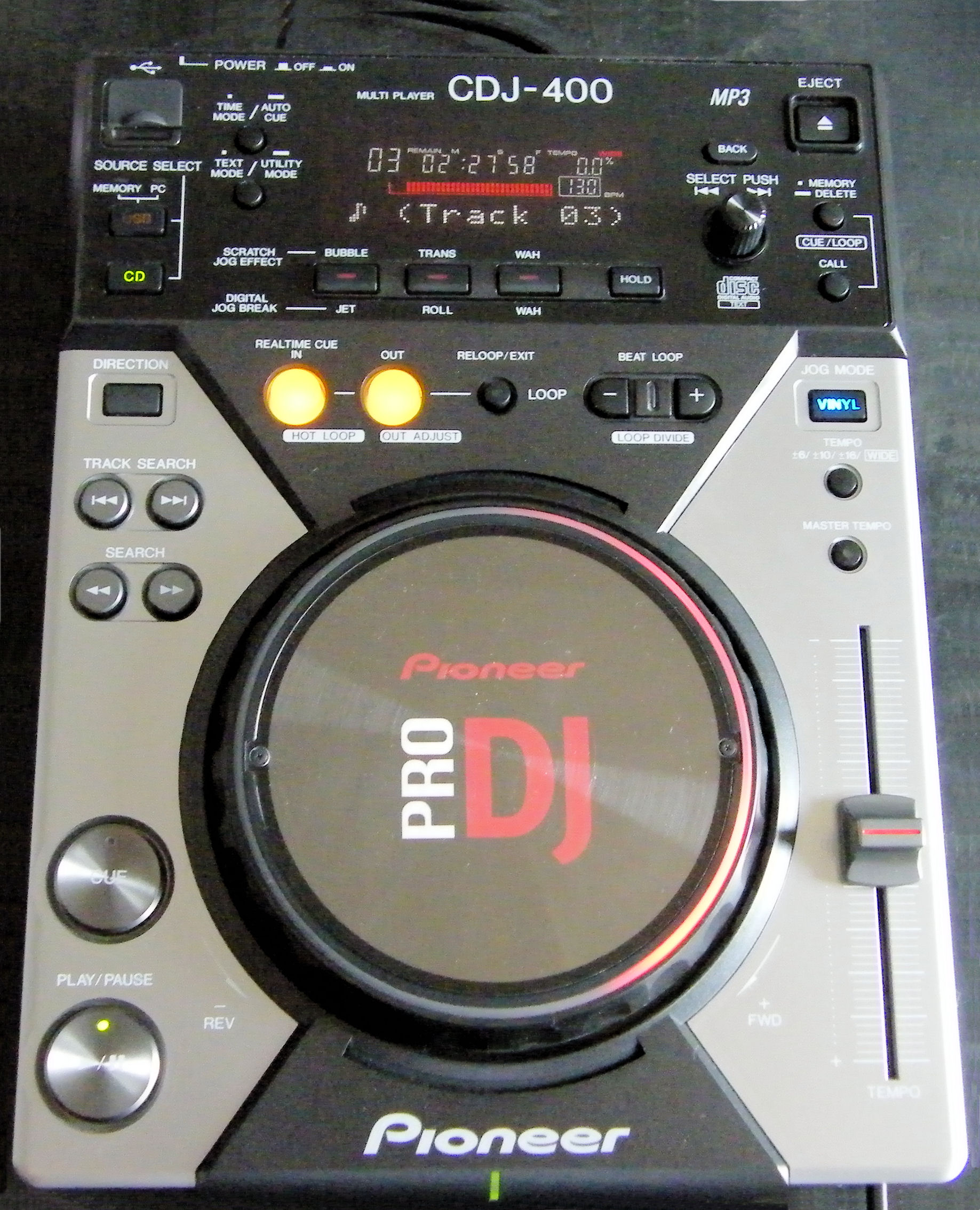
Un Pioneer CDJ-400 (con controllo diretto)

Una differenza fra i vari CDJ è il tipo di controllo offerto dalla tecnologia: abbiamo piatti che offrono il controllo diretto e quelli senza controllo diretto.
Con controllo diretto (denominati anche digital turntable e direct cd): di norma la Jog Wheel (vedi sopra) è più larga ed anatomica sia nella parte laterale che in quella superiore per offrire una presa più sicura e un feeling più sensibile al DJ nelle fasi di scratch, stop, rilascio, ecc. ha una meccanica mediamente più robusta proprio perché più soggetta a manipolazione da parte del Dj. I CDJ a controllo diretto hanno un processore di segnale ed una meccanica potenziati e quindi più veloci nell'applicare l'impulso analogico esercitato alla Jog Wheel dalle mani del DJ al brano in lettura sul CD in esecuzione.
Senza controllo diretto: in questo caso la jog wheel è più piccola di diametro e più semplice come ergonomia proprio perché il DJ non ha necessità di usarla se non per trovare il punto esatto di taglio (CUE) e rallentare o accelerare momentaneamente con piccoli colpi il brano in esecuzione per aggiustare al volo la sincronia tra le canzoni in fase di mixaggio. Per i CDJ che ne hanno la funzionalità la Jog Wheel permette anche l'applicazione in tempo reale di effetti. I CDJ senza controllo diretto, di norma, hanno una maggiore sensibilità della Jog Wheel per trovare i punti di CUE.
La scelta di usare un tipo di CDJ invece di un altro non dipende strettamente dal considerare uno la versione povera dell'altro ma dai gusti personali del DJ e dalla presenza di piatti tradizionali nella console, per poter praticare scratch e altre manipolazioni dirette tramite questi.
Gli ultimi modelli prodotti offrono, oltre a grandi display dotati di waveform, anche: supporti per la lettura di memorie esterne (es. chiavette o hard disk), un'interfaccia di tipo MIDI per software come Traktor e una maggiore possibilità di personalizzazione.

## Formati e supporti di riproduzione
La costante evoluzione in campo tecnologico vede ormai una costante convergenza tra computer (chip, CPU, memorie, processori di segnale) e apparati elettronici musicali. I DJ moderni usano ormai nei propri djset numerosi dispositivi insieme ai CDJ ed ai giradischi tradizionali: iPod, mini disc, DSP per filtri ed effetti, compressori, ecc.
Ai supporti musicali tradizionali, CD Rom e dischi in vinile, si aggiungono schede di memoria e computer veri e propri. Questo perché i formati audio digitali che vengono usati sono, oltre al tradizionale cda (cd audio), i formati mp3, wma, ecc. I lettori CDJ più moderni gestiscono quindi oltre al tradizionale formato cda anche e soprattutto mp3 (campionati in buona qualità per ovvie ragioni: da 192 a 320 Kbit/s).
La scelta di utilizzare musica in formato mp3 è dettata soprattutto dalla ridotta dimensione del file che contiene il brano. In media un pezzo salvato in formato wav (qualità cd) occupa uno spazione di memoria digitale di circa 40/50 MB, mentre lo stesso brano salvato in formato mp3 320 Kbit/s ne occupa solo 10/14 MB. Se si rapporta questo alla quantità di memoria che un Cd Rom tradizionale può archiviare (700 MB) si arriva a capire che su un Cd Rom si possono archiviare mediamente 10/20 brani in formato wav a seconda della loro lunghezza contro circa 100 in formato mp3 (anche in questo caso a seconda della lunghezza e della qualità di campionamento scelta). È facile intuire quindi che per un DJ poter archiviare e organizzare il proprio djset in formato mp3 si traduce in minore peso da gestire e portare in giro tra i vari club (mobile dj). Semplificando, utilizzare un CDJ compatibile con file mp3 significa poter gestire uno o più djset su 2/10 Cd Rom al massimo contro i tradizionali 80/100.
Numerose case produttrici, come ad esempio Numark o Pioneer, hanno iniziato a commercializzare CDJ che gestiscono non solo supporti Cd Rom e file di tipo wav o mp3, ma anche supporti di tipo DVD che possono arrivare ad archiviare oltre 4 Gb di memoria con tutti i benefici in termini di gestione e trasporto connessi.
È importante rilevare che questi apparati sono sempre più spesso dotati di interfacce USB per il collegamento a supporti di memoria molto capienti (iPod, hard disk portatili, computer portatili) ed avere così accesso ad archivi di file praticamente infiniti.
I modelli lanciati sul mercato dalla Pioneer negli anni 2010, il CDJ-850, il CDJ-900, il CDJ-350 il CDJ-2000, permettono anche l'utilizzo del dispositivo come controller HID/MIDI, così da permettere operazioni ancora più sofisticate tramite opportuni software di missaggio dal vivo.